# Guaram Mampali
Guaram, mampali, (gruz.: გუარამ მამფალი; umro 882.), iz dinastije Bagrationi, sin Ašota I. i knez Tao-Klardžetije.
Prema Gruzijskim kronikama, Guaram je bio oženjen sestrom armenskog vladara Ašota V. Dijelio je kontrolu nad baštinskim imanjima Tao-Klardžetije sa svoja dva brata - Bagratom I. Kuropalatom i Adarnazom - čiji je dio teritorij istočno od lanca Arsiani, osim Kole (današnja Turska).  Vodio je agresivnu politiku širenja. Zarobio je tradicionalnog neprijatelja Bagratida, arapskog emira iz Tbilisija, zvanog Gabulots, i poslao ga u lancima u Bizant. Nakon izumiranja vladajuće kuće Gugarka, koja je posjedovala nekoliko područja na gruzijsko-armenskoj granici, Guaram je stekao Džavahetiju, Trialetiju, Aboci i Artani. 
Prije 876. godine, Guaram je predao dio svog posjeda svojoj braći, a Aboci je dao armenskom šogoru Ashotu V. Liparitu iz dinastije Liparitidi. Preuzeo je Trialetiju, gdje je sagradio uporište Kldekari i stavio se pod sizerenitet svog nećaka Davida I. Kuropalata ubrzo nakon 876. godine. Ova preuređenja ostavila su njegovog sina Nasru u osnovi bez nasljedstva i vjerojatno su ga 881. godine navela na ubojstvo njegovog rođaka Davida I. u zavjeri u koju Guaram, prema izvještaju srednjovjekovnog ljetopisca, nije bio upućen. Guaramov mlađi sin, Ašot, umro je za očeva života. Guaram je imao i kćer čije ime nije zabilježeno. Bila je udana za dva uzastopna abazgijska vladara Adarnaza i Bagrata I. Guaram je posljednje godine proveo povučeno u manastiru Opiza, gdje je pokopan nakon svoje smrti 882. godine.